# إسحاق نيكولا
إسحاق نيكولا هو عازف الغيتار الكلاسيكي وعازف قيثارة كوبي، ولد في 11 أبريل 1916 في هافانا في كوبا، وتوفي بنفس المكان في 14 يوليو 1997.

## وصلات خارجية
- إسحاق نيكولا على موقع ميوزك برينز (الإنجليزية)